# Панагиар

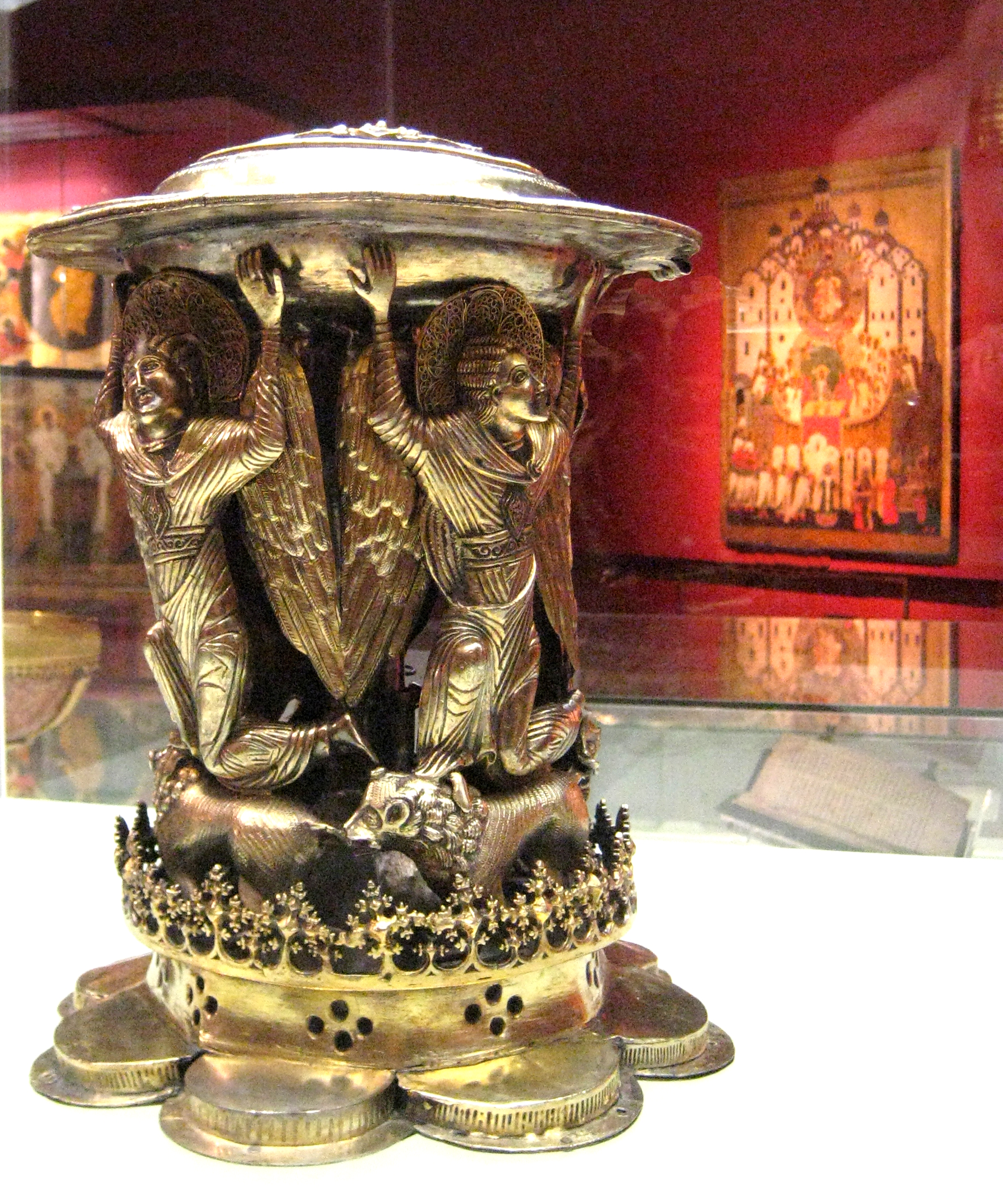
Панагиар из Софийского собора, 1435 год, Новгород. Мастер Иван

Панагиар (панагия́рь , панагиарь, панаггарь, панагир, от греч. παναγιάρι(ον) — «пресвятая») — ковчежец (сосуд), в котором просфора, освящённая во имя Богородицы, выносится во время чина о панагии («возношения панагии»), включающего братскую трапезу со вкушением просфоры-панагии.
Панагиар с просфорой поднимался вверх и под духовные песнопения монахов переносилась из храма в трапезную монастыря, где часть просфоры вкушалась до трапезы, а другая — после неё. В Византии этот обряд совершался как в монастырях, так и в соборных храмах. На Руси этот обряд был характерен для монастырского богослужения, а в приходских церквях панагиары, по-видимому, не использовались. «Чин возвышения панагии» совершался и при княжеском дворе по окончании торжественной трапезы.

## Облик
В древности панагиар имел вид ящичка (ковчежца) из двух складных частей.
Позже он представляет собой сосуд для просфор, состоящий из двух тарелей, положенных одна на другую и соединённых шарниром, на высоком стояне и фигурном поддоне. Между тарелями возлагался «богородичный хлеб».
В отличие от наперсной подвески-панагии, куда также вкладывалась просфора (см. энколпион), подобная настольная утварь именовалась «панагией (панагиаром) столовой» (трапезной, артосной, от артос — другое название просфоры). Однако энколпион также могли называть «панагией» и «панагиаром».

## Памятники
Наиболее известным сохранившимся панагиаром является объект из новгородского Софийского собора, служивший для перенесения в праздничные дни просфоры из Софийского собора в покои архиепископа для совершения чина панагии. Его заказчиком был владыка Евфимий II. Подобный вариант чаще назывался «столовой» панагией — две большие кованые тарели с замочком-запором покоятся на высоком фигурном стояне, переходящем в поддон восьмилепестковой формы. Почти точную копию этого панагиара представляет изделие, поступившее в Оружейную палату из московского Успенского собора, возможно, оно было заказано по приказу патриарха Никона. По указанию И. А. Бовровницкой два указанных панагиара являются единственными из сохранившихся русских соборных панагиаров.
Панагиар другого типа (наподобие складня) хранится в Киево-Печерской лавре (1655 г., Киев. Мастер Фёдор). Сохранилось два серебряных панагиара из ризницы Кирилло-Белозерского монастыря; два панагиара из Троице-Сергиевой лавры (Никона и Герасима); из Новодевичьего монастыря.